# Heterostegane maxima
Heterostegane maxima là một loài bướm đêm trong họ Geometridae.